# اچ‌ام‌ان‌زداس رزولوشن (ای۱۴)
اچ‌ام‌ان‌زداس رزولوشن (ای۱۴) (به انگلیسی: HMNZS Resolution (A14)) یک کشتی بود که طول آن ۶۸ متر (۲۲۳ فوت) بود. این کشتی در سال ۱۹۸۹ ساخته شد.